# Pico del Monte Negro
Pico del Monte Negro (en portugués: Pico do Monte Negro) es la montaña más alta en el estado brasileño de Río Grande del Sur, que se eleva hasta 1403 metros sobre el nivel del mar (4587 pies).
Se encuentra en el cañón del mismo nombre, más precisamente en la ciudad de São José dos Ausentes (San José de los Ausentes). El pico es considerado como fácil de alcanzar. En vehículo, se puede llegar a la base de la montaña, mientras que el resto del camino se hace a pie.
Toda la montaña y sus alrededores están cubiertos por un denso bosque de Araucaria.